# Marc Marcè Casaponsa
Marc Marcè i Casaponsa (Manresa, Bages, 1963) és un periodista català, director del diari Regió7.
És llicenciat en Ciències de la Informació per la Universitat Autònoma de Barcelona (UAB), i ha cursat estudis sobre comunicació a la Universitat de Califòrnia a Los Angeles (UCLA), el 1998. Va començar com a crític musical a Gazeta de Manresa, el 1980, i va ser responsable de la secció d'espectacles del diari El Pla de Bages fins a la seva desaparició. L'any 1984 es va incorporar a Regió7, del qual ha estat cap de Cultures, de Societat, i subdirector, fins que el 2006 en va ser nomenat director. També ha estat col·laborador de Ràdio 4. Des de 2018 és membre de la junta directiva de l'associació europea Midas, que aplega una trentena de diaris publicats en llengües regionals i minoritàries, entre ells el digital català Vilaweb i el basc Berria. La seu de l'entitat és a Bozen (Tirol del Sud, Itàlia).